# Florin Gheorghiu

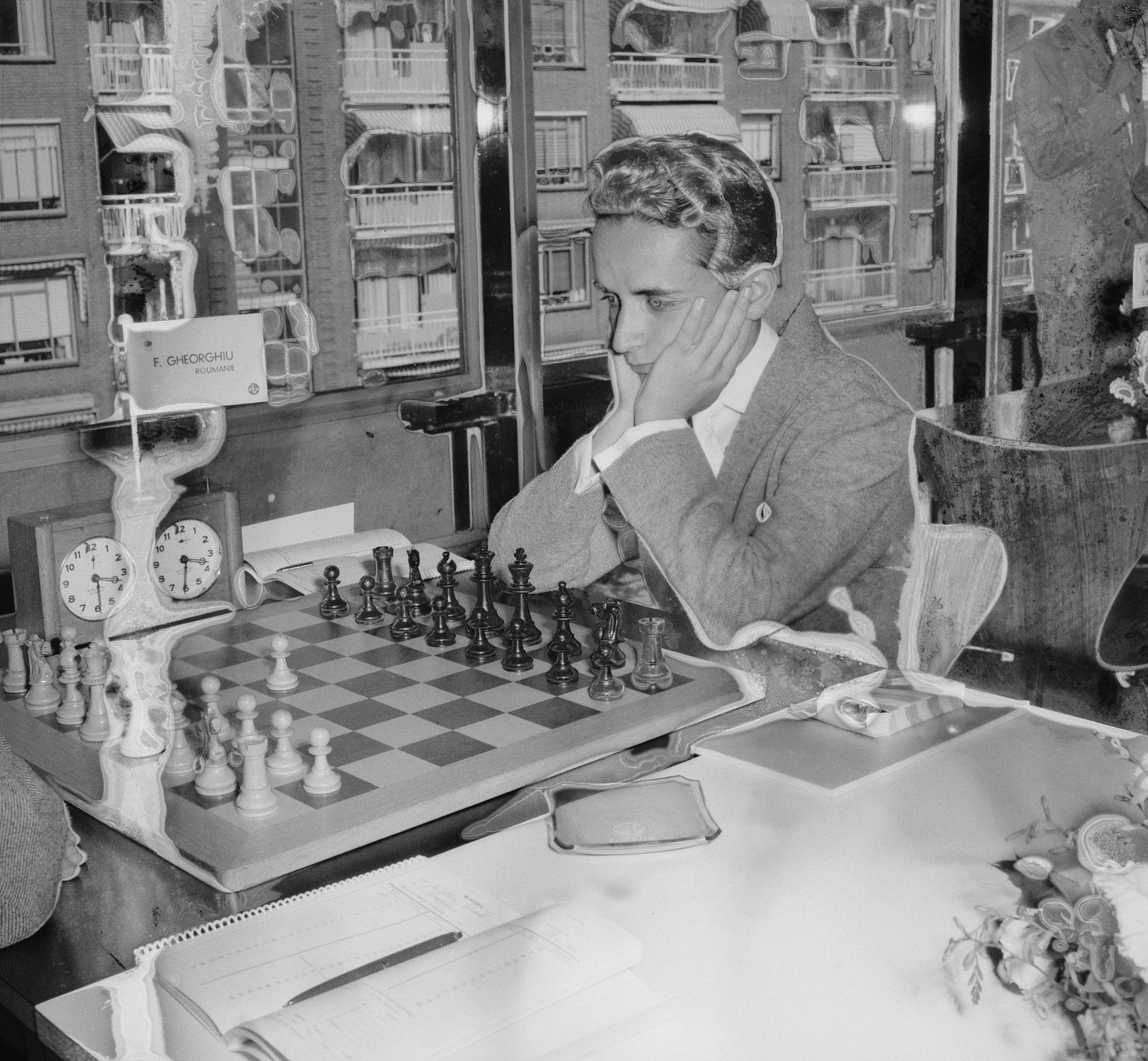
Gheorghiu in 1961

Florin Gheorghiu (6 april 1944) is een Roemeense schaker. Hij was ook docent Frans aan de Universiteit van Boekarest. In 1965 werd hij FIDE grootmeester (GM). Hij is de sterkste schaker van Roemenië en hij was al kampioen van Roemenië toen hij zestien jaar oud was. In totaal was hij 10 keer Roemeens kampioen.

## Beginjaren
Op 6 april 1944 werd hij geboren in Ploiești, terwijl Amerikaanse bommenwerpers de hoofdstad van zijn land aanvielen. Dat hij een wonderkind was bleek uit wat hij al op jonge leeftijd bereikte. In 1963 werd hij Internationaal Meester (IM) en slechts twee jaar later de eerste Roemeense grootmeester. Tevens werd hij in 1963 wereldkampioen schaken bij de junioren in Vrnjačka Banja (na tiebreak). In 1967 won hij het prestigieuze toernooi in Hastings.
In zijn geboorteland had hij in de jaren 60, 70 en 80 weinig serieuze tegenstand. Tien keer won hij het kampioenschap van Roemenië: 1960, 1962, 1964, 1965, 1966, 1967, 1973, 1977, 1984 en 1987. In alle Schaakolympiades van 1962 t/m 1990 was hij deelnemer, waarvan 10 keer aan het eerste bord (1966–1974, 1978–1982, 1988–1990).
Gheorghiu was docent Frans aan de Universiteit van Boekarest en spreekt ook Engels, Russisch, Duits en Spaans.

## Schaakcarrière
Gheorghiu werd zelden als serieuze kanshebber voor de wereldtitel beschouwd, hoewel hij regelmatig meespeelde in de Interzone-toernooien (voorrondes voor het WK) en toernooien van vergelijkbaar niveau. Hij kon consistent presteren op een hoog niveau. In 1973 werd hij 14e in Petropolis, in 1976 gedeeld 10e–13e in Manila, in 1979 gedeeld 5e–6e in Riga en in 1982 12e in Moskou. Bij het Interzone-toernooi in Riga in 1979 behaalde hij bijna een plaats in het Kandidatentoernooi, maar dit lukte net niet. In totaal nam hij deel aan 9 Zone- en 4 Interzone-toernooien.
In zijn topperiode won hij regelmatig internationale toernooien, waaronder Hastings 1967–68 (met Hort en Stein), Reykjavik 1972 (met Hort en Ólafsson), Orense 1973, Torremolinos 1974 (met Torre), Lone Pine 1979 (met Gligorić, Liberzon en Hort), Novi Sad 1979, Biel 1982 (met Nunn) en Lenk 1990. Hij was altijd een geduchte tegenstander bij het U.S. Open toernooi, dat hij won in 3 opeenvolgende jaren: 1979, 1980 (gedeeld met Fedorowicz) en 1981 (gedeeld met Christiansen en drie anderen). 

Gheorghiu had succes met zijn aanvallen tegen de als solide bekendstaande Nimzo-Indische verdediging. De variant voor wit met een vroegtijdig f3 (die kenmerken heeft van de Sämische variant) werd zijn handelsmerk, waarbij hij voortbouwde op de partijen en analyses van Lajos Portisch en Gyozo Forintos. Het systeem wordt nu in veel schaak-handboeken de Gheorghiu variant genoemd en is toegepast door tactische experts zoals Alexei Shirov.

## Partijen
Hier volgt een partij Florin Gheorghiu - Raymond Keene (Hastings 1968):
Eco-code A 29 - schaakopening Engels:

1.c4 e5 2.Pc3 Pc6 3.Pf3 Pf6 4.g3 g6 5.d4 ed 6.Pd4 Lg7 7.Pc6 bc 8.Lg2 Pg4 9.Dc2 0-0 10.0-0 Pe5 11.b3 Lb7 12.Lb2 d6 13.h3 Tb8 14.f4 Pd7 15.e4 Pc5 16.Tad1 De7 17.e5 a5 18.La3 f6 19.ed cd 20.Tfe1 Dc7 21.Pa4 Tfe8 22.Pc5 dc 23.Lc5 f5 24.Dd2 Te1 25.De1 Td8 26.De6+ Kh8 27.Te1 (1-0) diagram
De volgende partij toont hoe Gheorghiu, met wit, in 1966 won van toekomstig wereldkampioen Bobby Fischer bij de 17e Schaakolympiade in Havana. Dit was de enige serieuze partij die Fischer ooit verloor van een speler jonger dan hemzelf. 

1.d4 Pf6 2.c4 e6 3.Pc3 Lb4 4.f3 d5 5.a3 Lxc3+ 6.bxc3 0-0 7.cxd5 exd5 8.e3 Ph5 9.Dc2 Te8 10.g4 Pf4 11.h4 c5 12.Kf2 Pg6 13.Ld3 Pc6 14.Pe2 Le6 15.g5 Tc8 16.h5 Pf8 17.g6 fxg6 18.hxg6 h6 19.Db1 Pa5 20.Pf4 c4 21.Lc2 Tc6 22.Ta2 Pd7 23.a4 Pf6 24.La3 Dd7 25.Tb2 b6 26.Tb5 Pb7 27.e4 dxe4 28.Lxe4 Tcc8 29.Te5 Lg4 30.Pd5 Txe5 31.Pxf6+ gxf6 32.dxe5 Pc5 33.Lxc5 Dd2+ 34.Kg3 Lxf3 35.Lxf3 Txc5 36.Dc1 Dxc1 37.Txc1 Txe5 38.Kf4 Kg7 39.Le4 h5 40.Td1 Te7 41.Td5 Kh6 42.Td6 Kg7 43.Tc6 h4 44.Txc4 h3 45.Kg3 Kh6 46.Lb1 Te3+ 47.Kh2 Te1 48.Ld3 Te3 49.Th4+ Kg5 50.g7 (1-0)

## Gedetailleerde resultaten in teamwedstrijden
Voor teams van zijn land Roemenië nam hij deel aan 65 team-matches (inclusief vriendschappelijke matches) waarin hij 461 partijen speelde met in totaal 145 overwinningen, 274 remises en 42 verliespartijen. Details zijn te vinden in de onderstaande tabel.
| Stad            | Jaar | Match                                                        | + | =  | - |
| --------------- | ---- | ------------------------------------------------------------ | - | -- | - |
| Tbilisi         | 1960 | vriendschappelijke match Georgië – Roemenië (5e bord)        | 1 | 3  | 0 |
| Leningrad       | 1960 | 7e World student team ch. (reserve 1)                        | 5 | 1  | 1 |
| Boekarest       | 1961 | vriendschappelijke match Roemenië – Georgië (5e bord)        | 3 | 1  | 0 |
| Karl Marx-Stadt | 1961 | vriendschappelijke match Oost-Duitsland – Roemenië (1e bord) | 1 | 0  | 1 |
| Boekarest       | 1962 | vriendschappelijke match Roemenië – Bulgarije (4e bord)      | 1 | 1  | 0 |
| Boedapest       | 1962 | vriendschappelijke match Hongarije – Roemenië (5e bord)      | 0 | 2  | 0 |
| Marianske Lazne | 1962 | 9e World student team ch. (1e bord)                          | 4 | 8  | 1 |
| Varna           | 1962 | 15e Schaakolympiade (3e bord)                                | 6 | 8  | 1 |
| Boekarest       | 1963 | vriendschappelijke match Roemenië – Hongarije (1e bord)      | 2 | 0  | 0 |
| Krakau          | 1964 | 11e World student team ch. (1e b.)                           | 7 | 3  | 0 |
| Sinaia          | 1964 | voorrondes van Europese teamkmp. (3e b.)                     | 4 | 2  | 0 |
| Tel Aviv        | 1964 | 16e Schaakolympiade (2e b.)                                  | 8 | 8  | 1 |
| Boekarest       | 1965 | vriendschappelijke match Roemenië – Polen (1e b.)            | 1 | 1  | 0 |
| Hamburg         | 1965 | Europese teamkmp. III (1e b.)                                | 1 | 7  | 2 |
| Sinaia          | 1965 | 12e World student team ch. (1e b.)                           | 8 | 4  | 1 |
| Örebro          | 1966 | 13e World student team ch. (1e b.)                           | 8 | 5  | 0 |
| Havana          | 1966 | 17e Schaakolympiade (1e b.)                                  | 9 | 7  | 3 |
| Boekarest       | 1966 | vriendschappelijke match Roemenië – Letland (1e b.)          | 0 | 2  | 0 |
| Warschau        | 1967 | vriendschappelijke match Polen – Roemenië (1e b.)            | 0 | 2  | 0 |
| Sofia           | 1967 | voorrondes van Europese teamkmp. (1e b.)                     | 2 | 4  | 0 |
| Harrachov       | 1967 | 14e World student team ch. (1e b.)                           | 4 | 7  | 0 |
| Lugano          | 1968 | 18e Schaakolympiade (1e b.)                                  | 3 | 14 | 0 |
| Novi Sad        | 1969 | vriendschappelijke match Joegoslavië – Roemenië (1e b.)      | 0 | 2  | 0 |
| Boekarest       | 1970 | vriendschappelijke match Roemenië – Joegoslavië (1e b.)      | 0 | 2  | 0 |
| Siegen          | 1970 | 19e Schaakolympiade (1e b.)                                  | 6 | 10 | 3 |
| Bamberg         | 1971 | vriendschappelijke match Roemenië – West-Duitsland (1e b.)   | 0 | 2  | 0 |
| Athene          | 1971 | 3e Balkaniade (1e b.)                                        | 1 | 2  | 1 |
| Boekarest       | 1971 | voorrondes van Europese teamkmp. (1e b.)                     | 2 | 0  | 0 |
| Sofia           | 1972 | 4e Balkaniade (1e b.)                                        | 2 | 2  | 0 |
| Skopje          | 1972 | 20e Schaakolympiade (1e b.)                                  | 5 | 12 | 3 |
| Bath            | 1973 | 5e Europese teamkmp. (1e b.)                                 | 0 | 5  | 2 |
| Parijs          | 1973 | vriendschappelijke match Frankrijk – Roemenië (1e b.)        | 1 | 1  | 0 |
| Brașov          | 1973 | 5e Balkaniade (1e b.)                                        | 0 | 4  | 0 |
| Nice            | 1974 | 21e Schaakolympiade (1e b.)                                  | 5 | 13 | 0 |
| Poreč           | 1974 | 6e Balkaniade (1e b.)                                        | 0 | 3  | 0 |
| Istanboel       | 1975 | 7e Balkaniade (1e b.)                                        | 0 | 4  | 0 |
| Crans-Montana   | 1976 | voorrondes van Europese teamkmp. (1e b.)                     | 1 | 3  | 0 |
| Boekarest       | 1976 | vriendschappelijke match Roemenië – R. F. G. (1e b.)         | 0 | 2  | 0 |
| Athene          | 1976 | vriendschappelijke match Griekenland – Roemenië (1e b.)      | 2 | 0  | 0 |
| Athene          | 1976 | 8e Balkaniade (1e b.)                                        | 1 | 2  | 1 |
| Moskou          | 1977 | Europese teamkmp. VI (1e b.)                                 | 1 | 5  | 1 |
| Albena          | 1977 | 9e Balkaniade (1e b.)                                        | 2 | 2  | 0 |
| Boekarest       | 1977 | vriendschappelijke match Roemenië – West-Duitsland (1e b.)   | 0 | 2  | 0 |
| Borås           | 1978 | voorrondes van Europese teamkmp. (1e b.)                     | 0 | 2  | 0 |
| Băile Herculane | 1978 | 10e Balkaniade (1e b.)                                       | 3 | 1  | 0 |
| Buenos Aires    | 1978 | 23e Schaakolympiade (1e b.)                                  | 5 | 9  | 0 |
| Bensheim        | 1979 | vriendschappelijke match West-Duitsland – Roemenië (1e b.)   | 1 | 1  | 0 |
| Istanboel       | 1980 | 12e Balkaniade (1e b.)                                       | 2 | 3  | 0 |
| Malta           | 1980 | 24e Schaakolympiade (1e b.)                                  | 3 | 7  | 2 |
| Athene          | 1981 | 13e Balkaniade (1e b.)                                       | 2 | 2  | 0 |
| Luzern          | 1982 | 25e Schaakolympiade (1e b.)                                  | 3 | 5  | 4 |
|                 |      |                                                              |   |    |   |
| Stad            | Jaar | Match                                                        | + | =  | - |
| Băile Herculane | 1983 | 15e Balkaniade (1e b.)                                       | 2 | 2  | 0 |
| Zinnowitz       | 1983 | vriendschappelijke match Oost-Duitsland – Roemenië           | 0 | 4  | 0 |
| Eforie Nord     | 1984 | vriendschappelijke match Roemenië – Oost-Duitsland           | 0 | 2  | 2 |
| Skopje          | 1984 | 16e Balkaniade (1e b.)                                       | 0 | 4  | 1 |
| Thessaloniki    | 1984 | 26e Schaakolympiade (1e b.)                                  | 5 | 8  | 1 |
| Heraklion       | 1985 | 17e Balkaniade (1e b.)                                       | 2 | 2  | 0 |
| Luzern          | 1985 | World team ch. I (2e b.)                                     | 0 | 7  | 2 |
| Dubai           | 1986 | 27e Schaakolympiade (2e b.)                                  | 3 | 9  | 0 |
| Kaštel Stari    | 1988 | 20e Balkaniade (1e b.)                                       | 0 | 6  | 0 |
| Thessaloniki    | 1988 | 28e Schaakolympiade (1e b.)                                  | 3 | 7  | 3 |
| Haifa           | 1989 | 9e Europese teamkmp. (1e b.)                                 | 0 | 9  | 0 |
| Kavala          | 1990 | 21e Balkaniade (1e b.)                                       | 0 | 4  | 2 |
| Novi Sad        | 1990 | 29e Schaakolympiade (1e b.)                                  | 3 | 8  | 1 |
| Debrecen        | 1992 | 10e Europese teamkmp. (1e b.)                                | 1 | 4  | 2 |

## Externe koppelingen
- (en)   Informatie over schaakpartijen van Florin Gheorghiu op ChessGames.com
- (en)   Informatie over schaakpartijen van Florin Gheorghiu op 365chess.com
- (en)  FIDE-ratinggegevens voor Florin Gheorghiu